# 荷西·納薩茲
荷西·納薩茲（José Nasazzi Yarza，1901年3月24日—1968年6月17日）是一名乌拉圭足球运动员，司职后卫。烏拉圭國家足球隊是1930年國際足協世界盃的冠軍，當時烏拉圭國家足球隊的隊長就是荷西·納薩茲。